# سليمان الماس
سليمان الماس، لاعب كرة قدم قطري سابق.
لاعب نادي الاستقلال قطر حاليا ومن مواليد 1950
ابنائه خالد - محمد - غانم - عبد الله

## كأس الخليج

### كأس الخليج 1970
و قد سجل هدف في مرمى منتخب الكويت لكرة القدم.

### كأس الخليج 1976
و قد سجل هدف في مرمى منتخب السعودية لكرة القدم، وقد سجل هدف في مرمى منتخب الإمارات لكرة القدم، وقد سجل هدف في مرمى منتخب عمان لكرة القدم.